# Associazione Calcio Pro Sesto 1997-1998
Questa pagina raccoglie le informazioni riguardanti l'Associazione Calcio Pro Sesto nelle competizioni ufficiali della stagione 1997-1998.

## Stagione
Nella stagione 1997-1998 la Pro Sesto disputa il girone A del campionato di Serie C2, piazzandosi in undicesima posizione in classifica con 40 punti a pari merito con il Novara. Il torneo è stato vinto con 63 punti dal Varese che ha ottenuto la promozione diretta in Serie C1, la seconda promossa è stata il Cittadella che ha vinto i playoff. Al confermato allenatore Gianfranco Motta viene messa a disposizione una squadra giovanissima, il tecnico è chiamato a compiere un altro miracolo. Al termine del girone di andata i biancocelesti sono intruppati con 19 punti a metà classifica, qualche punto sopra la zona playout. Dopo alcuni mesi senza vittorie, in aprile la Pro Sesto vince in casa (2-0) contro la Cremapergo e la domenica successiva vince (1-2) ad Ospitaletto. Sono le due vittorie tanto attese che rilanciano i sestesi, consentendo loro di raggiungere la salvezza, nonostante un finale di torneo complicato, che prevede nelle ultime tre giornate, scontri con le squadre in lotta per la promozione. Miglior marcatore stagionale è Matteo Beretta autore di 13 reti, 3 in Coppa Italia e 10 in campionato. Discreto il percorso dei biancocelesti nella Coppa Italia di Serie C dove vincono il girone C di qualificazione. Nei sedicesimi superano nel doppio confronto il Como, fermando la propria corsa negli ottavi, eliminati dall'Alzano Virescit.

## Rosa
| N. |                   | Ruolo | Calciatore           |
| -- | ----------------- | ----- | -------------------- |
|    | Italia (bandiera) | C     | Matteo Ambrosoni     |
|    | Italia (bandiera) | C     | Luigi Amoruso        |
|    | Italia (bandiera) | D     | Tommy Beltrame       |
|    | Italia (bandiera) | A     | Matteo Beretta       |
|    | Italia (bandiera) | D     | Matia Brambilla      |
|    | Italia (bandiera) | C     | Massimiliano Caliari |
|    | Italia (bandiera) | D     | Cristian Campi       |
|    | Italia (bandiera) | C     | Jacopo Colombo       |
|    | Italia (bandiera) | C     | Federico Formigari   |
|    | Italia (bandiera) | C     | Massimo Gobbi        |
|    | Italia (bandiera) | A     | Antonio Guerrisi     |
|    | Italia (bandiera) | D     | Marcello Lambrughi   |

| N. |                   | Ruolo | Calciatore              |
| -- | ----------------- | ----- | ----------------------- |
|    | Italia (bandiera) | P     | Paolo Locatelli         |
|    | Italia (bandiera) | A     | Vincenzo Maiolo         |
|    | Italia (bandiera) | P     | Enricomaria Malatesta   |
|    | Italia (bandiera) | D     | Michele Marzini         |
|    | Italia (bandiera) | C     | Federico Meda           |
|    | Italia (bandiera) | D     | Andrea Federico Merenda |
|    | Italia (bandiera) | A     | Aniello Nino            |
|    | Italia (bandiera) | C     | Michele Pennacchio      |
|    | Italia (bandiera) | D     | Stefano Prini           |
|    | Italia (bandiera) | C     | Mauro Rossetti          |
|    | Italia (bandiera) | A     | Adriano Alex Taribello  |
|    | Italia (bandiera) | C     | Stefano Tono            |

## Risultati

### Campionato

#### Girone di andata
| Arbitro: | Ciulli (Roma) |

|                     |           |               |
| Meda 6’ Beretta 76’ | Marcatori | 59’ Valentino |

| Arbitro: | P. Rossi (Forlì) |

|          |           |             |
| Bari 90’ | Marcatori | 42’ Beretta |

| Arbitro: | Silvestrini (Macerata) |

|               |           |                     |
| Taribello 61’ | Marcatori | 67’ (rig.) Riccardo |

| Arbitro: | Ponzalli (Firenze) |

|  |           |             |
|  | Marcatori | 79’ Caliari |

| Arbitro: | G. Rossi (Rimini) |

|                |           |             |
| Pennacchio 10’ | Marcatori | 13’ Martini |

| Arbitro: | Nicotera (Aprilia) |

|             |           |                                 |
| Beretta 22’ | Marcatori | 37’ Morgandi 52’ (rig.) Gardini |

| Voghera 12 ottobre 1997 7ª giornata | Voghera       | 0 – 0 | Pro Sesto | Stadio Comunale\| Arbitro: \| Marino (Roma) \| |
| Arbitro:                            | Marino (Roma) |       |           |                                                |

| Arbitro: | Gasparoni (Ancona) |

|                               |           |  |
| Pelati 45’ (aut.) Beretta 75’ | Marcatori |  |

| Novara 2 novembre 1997 9ª giornata | Novara           | 0 – 0 | Pro Sesto | Stadio Silvio Piola\| Arbitro: \| Alvino (Salerno) \| |
| Arbitro:                           | Alvino (Salerno) |       |           |                                                       |

| Arbitro: | Niccolai (Livorno) |

|           |           |            |
| Maiolo 4’ | Marcatori | 76’ Zirafa |

| Arbitro: | Morganti (Ascoli Piceno) |

|             |           |          |
| Parente 90’ | Marcatori | 86’ Nino |

| Sesto San Giovanni 23 novembre 1997 12ª giornata | Pro Sesto         | 0 – 0 | Ospitaletto | Stadio Breda\| Arbitro: \| Belloli (Bergamo) \| |
| Arbitro:                                         | Belloli (Bergamo) |       |             |                                                 |

| Castelfranco Veneto 7 dicembre 1997 13ª giornata | Giorgione           | 0 – 0 | Pro Sesto | Stadio Giuseppe Ostani\| Arbitro: \| Mandolito (Cosenza) \| |
| Arbitro:                                         | Mandolito (Cosenza) |       |           |                                                             |

| Arbitro: | Bernabini (Roma) |

|            |           |  |
| Bertan 53’ | Marcatori |  |

| Arbitro: | Soffritti (Ferrara) |

|               |           |                       |
| Brambilla 77’ | Marcatori | 78’ Porro 82’ M. Sala |

| Arbitro: | Ardito (Bari) |

|                       |           |  |
| Giani 45’ Polvani 73’ | Marcatori |  |

| Arbitro: | Bianco (Mestre) |

|                         |           |                           |
| Caliari 48’ Beretta 55’ | Marcatori | 51’ Giannini 63’ Terraneo |

#### Girone di ritorno
| Arbitro: | Porretta (Palermo) |

|               |           |                                |
| Cavaliere 51’ | Marcatori | 39’ Maiolo 82’ (aut.) M. Testa |

| Arbitro: | Dondarini (Finale Emilia) |

|                      |           |                  |
| Ambrosoni 33’ (rig.) | Marcatori | 35’ Pennacchioni |

| Arbitro: | Urbano (Carbonia) |

|                         |           |              |
| Tiberi 39’ Riccardo 56’ | Marcatori | 4’ Ambrosoni |

| Arbitro: | Mandolito (Cosenza) |

|             |           |               |
| Beretta 32’ | Marcatori | 67’ Di Sabato |

| Arbitro: | Bonin (Trieste) |

|                                |           |                      |
| Avanzi 6’ Soave 8’ Martini 41’ | Marcatori | 49’ (rig.) Ambrosoni |

| Arbitro: | Battistella (Conegliano) |

|              |           |                      |
| Bogdanov 67’ | Marcatori | 71’ (aut.) Bianchini |

| Arbitro: | Ferrari (Roma) |

|            |           |                 |
| Maiolo 22’ | Marcatori | 67’ Sciaccaluga |

| Arbitro: | P. Rossi (Forlì) |

|                          |           |                          |
| Bonavita 29’ (rig.), 57’ | Marcatori | 46’ Beretta 61’ Beltrame |

| Arbitro: | Ferlito (Prato) |

|                      |           |             |
| Ambrosoni 19’ (rig.) | Marcatori | 1’ Consonni |

| Arbitro: | Cruciani (Pesaro) |

|                        |           |  |
| Filippi 46’ Zirafa 89’ | Marcatori |  |

| Arbitro: | Lecci (Varese) |

|                        |           |  |
| Beretta 69’ Maiolo 89’ | Marcatori |  |

| Arbitro: | Esposito (Trapani) |

|          |           |                               |
| Preti 4’ | Marcatori | 32’ (aut.) Maffeis 70’ Maiolo |

| Arbitro: | Micoli (Tivoli) |

|             |           |           |
| Beretta 51’ | Marcatori | 75’ Zalla |

| Arbitro: | Bianchi (Prato) |

|                             |           |                    |
| Taribello 42’ Beretta 45+2’ | Marcatori | 26’, 79’ A. Marino |

| Arbitro: | Ambrosino (Torre del Greco) |

|                               |           |               |
| M. Sala 54’ Gorini 73’ (rig.) | Marcatori | 61’ Taribello |

| Sesto San Giovanni 10 maggio 1998 33ª giornata | Pro Sesto     | 0 – 0 | Pro Patria | Stadio Breda\| Arbitro: \| Ciampi (Pisa) \| |
| Arbitro:                                       | Ciampi (Pisa) |       |            |                                             |

| Arbitro: | Battaglia (Messina) |

|  |           |                       |
|  | Marcatori | 61’ (aut.) Mascheroni |

## Coppa Italia

### Girone C
| Arbitro: | Bianco (Mestre) |

|                  |           |           |
| Beretta 75’, 81’ | Marcatori | 84’ Asara |

| Arbitro: | Cecotti (Udine) |

|             |           |             |
| Parente 72’ | Marcatori | 85’ Caliari |

| 3 settembre 1997 3ª giornata |  | – Turno di riposo Pro Sesto |  |  |

| Arbitro: | Raccichini (Voghera) |

|                         |           |                              |
| Beretta 75’ Caliari 88’ | Marcatori | 5’ Marchesi 93’ (rig.) Cefis |

| Arbitro: | Zenere (Schio) |

|                    |           |                        |
| Temelin 72’ (rig.) | Marcatori | 20’ Ambrosoni 74’ Nino |

### Sedicesimi di finale
| Arbitro: | Griselli (Livorno) |

|                                                 |           |             |
| Meda 21’ Ambrosoni 27’ Taribello 36’ Maiolo 86’ | Marcatori | 63’ Pelatti |

| Arbitro: | Tomasi (Conegliano) |

|  |           |                              |
|  | Marcatori | 7’, 80’ Maiolo 67’ Ambrosoni |

### Ottavi di finale
| Arbitro: | Calcagno (Nichelino) |

|                                      |           |  |
| Memmo 20’ Gallicchio 38’, 78’ (rig.) | Marcatori |  |

| Arbitro: | Castellin (Conselve) |

|             |           |  |
| Caliari 39’ | Marcatori |  |